# Erupció minoica
La devastadora erupció minoica ocorreguda a l'illa de Tera, ara coneguda com a Santorí va ser una erupció volcànica que ha estat datada de diferents maneres: 
- Entre el 1639 i el 1616 aC (per mitjà de la datació basada en el carboni 14)[1]
- En l'any 1628 aC (mitjançant anàlisi de dendrocronologia)[2]
- Entre el 1530 i el 1500 aC (mitjançant dades arqueològiques)[3]

L'erupció minoica va ser un dels fenòmens més significatius ocorreguts a la mar Egea durant l'edat del bronze. L'erupció volcànica va causar un canvi climàtic a la zona de la mar Mediterrània oriental i possiblement a tot el món. Amb una densitat de roca equivalent a 60 quilòmetres cúbics, va ser una de les majors erupcions volcàniques sobre la Terra en els últims milers d'anys. El nom d'"erupció minoica" es refereix a la civilització minoica de l'illa de Creta.
La seva incidència va més enllà de l'empremta física, ja que es creu que va inspirar diverses obres literàries i mites, com la Titanomàquia grega.